# Szlávics László (szobrász, 1959)
Szlávics László (Budapest, 1959. augusztus 11. –) szobrász – éremművész, ifj. Szlávics László néven publikálja alkotásait.
Elsősorban éremművészettel foglalkozik, annak szinte minden ágát műveli. Egyaránt készít iparművészeti szemléletű, az ötvösség tárgykörébe tartozó alkotásokat és a képzőművészet, szobrászat eszközrendszerét használó műveket. Az alkalmazott művészet és az autonóm alkotás iránti elkötelezettség kettőssége végigvonul munkásságán.
Ifj. Szlávics László munkái benne élnek korukban, az általuk felvetett tartalmi és formai kérdések az éremművészet meghatározó darabjaivá teszik őket.

## Életpályája
A Képző- és Iparművészeti Szakközépiskolában érettségizett, 1977-ben. Művészeti tanulmányait magánúton folytatta tovább édesapja, id. Szlávics László ötvös-szobrászművész, és Makrisz Agamemnon szobrászművész irányításával. 1973 óta a Százados úti művésztelepen él és alkot. 1995 óta rendszeresen készít a Magyar Nemzeti Bank felkérésére emlékérme terveket.

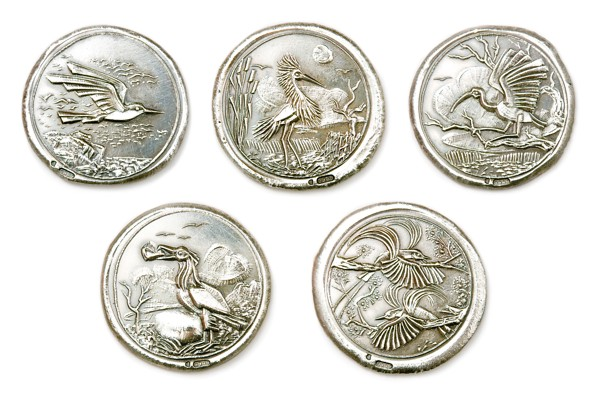
Madarak, 1988, ezüst, vert, 47 mm/db

Az 1970-es évek közepétől készült korai szobrait, domborműveit, érmeit realisztikus ábrázolás és a precíz kézműves munka jellemzi. Az 1980-as években feltűnést keltettek kézi munkával acél negatívba vésett verőtővel, az ősi pénzverést felidéző technológiával, kézi veréssel készült érmei. (Madarak, Afrika, Széchenyi István, Aradi vértanúk stb.) Az öntött bronz technológiával készült munkáin kubisztikus formavilág jelenik meg. Ezek közül a legjelentősebb az 1990-es évek első felében készült, Vincent van Gogh életművét feldolgozó, 20 darabból álló éremsorozata. Az 1990-es évek második felében, természetes anyagok felhasználásával (csont, toll, kagyló stb.) készültek egyéni hangvételű, az éremművészet határeseteit képviselő alkotásai (Kultikus ős-pénz sorozat). Utóbbiak ellenpontjaként egész sor érmet hozott létre ipari technológiák felhasználásával, ahol az idő – a tárgyban megjelenő mozgás által – mérhető, látható módon jelenik meg (interaktív érmek). A mozgást a szemlélő aktív közreműködése váltja ki. Az ezredforduló óta készült munkáival is az éremművészet határait próbálja feltérképezni, megújítani a műfajt. E tevékenysége hazai és nemzetközi szakmai körökben egyaránt nagy elismerést váltott ki. 2006-ban az éremművészek hazai közössége neki ítélte az első alkalommal átadott Ligeti Erika-díjat. 2007-ben elnyerte a harmincéves jubileumát ünneplő XVI. Országos Érembiennále nagydíját, a Ferenczy Béni-díjat. Még ebben az évben a XXX. Éremművészeti Világkongresszus (Colorado Springs, USA) a két díjazott művész egyikévé választotta.
Sajátos kisplasztikáiban több esetben használt „talált tárgyakat” melyeket meglepő új funkciókkal ruházott fel (Man Ray emlékére, Egy óra Dalíval, Forró drót). Ezek az interaktív-mobil szobrok minden esetben a szemlélő közreműködésével jönnek működésbe.
2008 óta alkotásai között nagy számban találhatóak kisplasztikák, melyeket fából készít. Ezek sok esetben, a szó hagyományos értelmében vett kisméretű plasztikák, melyek egyéni módon házakra, épületmaradványokra emlékeztetnek. Formai, technikai megoldásaiban az utóbb említett alkotásokhoz szorosan kapcsolódnak nagyméretű óraszobrai. A kortárs képzőművészet szellemiségét tükröző művek hagyományos súlymotoros, ingás és rugós óraszerkezetek felhasználásával készültek, gondosan megőrizve az időmérő funkciót. Minden fél és egész órában hangrúdra ütéssel is jelzik az idő múlását. Az óraszobrok első jelentősebb bemutatójára a budai várban, a Dísz téren található De la Motte – Beer palotában került sor 2014. év végén. A kiállítás különlegessége, hogy a barokk palota helyreállított, freskókkal díszített belső terében rendezték be a tárlat címében is szereplő 12 óraszobrot. A nyolc kifejezetten nagyméretű műalkotás a muzeális bútorok között, a kisebbek a korabeli berendezésen elhelyezve voltak láthatók.
Az óraszobrokat követően készültek kisméretű az éremművészet határterületén mozgó újabb alkotásai, melyeket nemműködő óraszerkezetekből konstruált. Az aprólékos munkával készült művei azt a hatást keltik, mintha sérült különös szerkezetek maradványai lennének. Ennek hangsúlyozását szolgálják a meglepő, időnként játékos, fiktív gépekre utaló címek (Térgörbületmérő, Féreglyukkalibráló). Néhol megjelennek politikai jellegű utalások (Hordozható mozgástérkereső, Mozgástérstabilizátor, Hazafiasságdetektor), de megidéz klasszikus irodalmi műveket, szerzőket is (Téridőmodulátor – Hommage à H. G. Wells, Hommage à Jules Verne). Ezek a „pszeudogépek” felidézik a steampunk - clockpunk hangulatát, megjelenésükkel a mainstream és az underground képzőművészet határán egyensúlyoznak. A zömmel 2014-ben készült alkotások 2015-ben kerültek első ízben bemutatásra, párhuzamosan, több rangos országos képzőművészeti kiállításon (Itt és most - Képzőművészet. Nemzeti Szalon 2015, Budapest, Műcsarnok, XX. Országos Érembiennále, Sopron, 9. Groteszk Triennále, Kaposvár).
Ifj. Szlávics László a magyar éremművészetben több új normát állított fel. Valószínűleg nem eltökélt szándékból, csak azzal, hogy járt az agya, újat, mást kívánt csinálni, mint amivel találkozott a szakmában. Most is ilyen célra tör, biztosan érezve, szó szerint tapintva azt, hogy a végeken, a műforma határain bőven van még mit keresni, meg- és kitalálni.

## Kiállításai

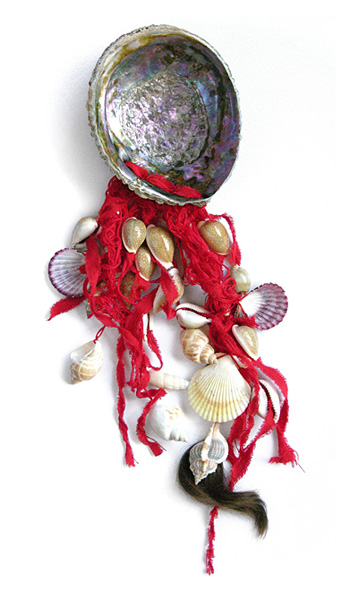
ifj. Szlávics László: Kultikus ős-pénz, 2004, kagyló, textil, haj, vegyes technika, 150 x 430 mm

1975-től napjainkig több mint négyszáz csoportos kiállításon vett részt. Eddig tizenhét országban mutatták be alkotásait.

### Fontosabb csoportos kiállítások
- 1981, 1983, 1985, 1987, 2005 Országos Kisplasztikai Biennále, Pécs
- 1983 óta minden Országos Érembiennále[22]
- 1988, 1992, 1996, 1998, 2000, 2002, 2005, 2008, 2010 Országos Faszobrászati Kiállítás, Nagyatád
- 1991 – „brug tussen oost en west”, Oudenbosch (Hollandia)
- 1994 – Kisszobor '94, Vigadó Galéria, Budapest
- 1994 óta minden FIDEM[23] kongresszus kiállítása (Budapest, Neuchâtel, Hága, Weimar, Párizs, Seixal, Colorado Springs, Tampere, Glasgow, Szófia, Gent, Namur, Ottawa, Tokyo, Firenze.)
- 1995 – Email International 3, Coburg (Németország)
- 1995 – Helyzetkép/Magyar Szobrászat, Műcsarnok, Budapest
- 1995 – Műhelysarok – Idő-mérő, Iparművészeti Múzeum, Budapest
- 1996 – 9th Cloisonne Jewelry Contest, Tokió (Japán)
- 1996 – Műhelysarok – Ékszer, Iparművészeti Múzeum, Budapest
- 1996 – Lépés a jövőbe, Iparművészeti kiállítás, Műcsarnok, Budapest
- 1997 – Magyar Szalon '97, Műcsarnok, Budapest
- 1997 – VII-th International Biennale of Small Graphic Form and Ex-libris, Ostrów Wielkopolski (Lengyelország)
- 2001 – Szobrászaton innen és túl, Műcsarnok, Budapest
- 2002 – Masaccio 600 International Art Medal Competition, Ein Vered, (Izrael)
- 2002, 2005, 2006, 2008, 2009, 2013, 2015 – Kortárs Keresztény Ikonográfiai Biennále, Cifrapalota, Kecskemét
- 2004 – Dante Europeo XIV. Biennale Internazionale Dantesca, Ravenna (Olaszország)
- 2005, 2008, 2010 – International Biennial of Contemporary Medals, Seixal (Portugália)
- 2005 – H. C. Andersen 200 International Art Medal Competition, Hadassa Neurim, (Izrael)
- 2006 – Az Út 1956-2006, Országos Képzőművészeti Kiállítás, Műcsarnok, Budapest
- 2008 – Znad Dunaju Wełtawy i Wisły. Medalierzy i ich dzieła (Duna, Moldva, és Visztula mentén. Éremkészítők és műveik) Éremművészeti Múzeum, Wrocław (Lengyelország)
- 2008 – Craft & Design – „Irányok, utak a kortárs magyar iparművészetben” Iparművészeti Múzeum, Budapest
- 2009 – Dedukció – I. Szobrász Biennále, MűvészetMalom, Szentendre
- 2012 – XIII. Nemzetközi Művésztelep Alkotóinak Kiállítása, Kortárs Magyar Galéria, Dunaszerdahely
- 2014 – Evidencia – III. Szobrász Biennále, MűvészetMalom, Szentendre
- 2015 - 2017 – The Beauty of Animals, Tongdao Gallery, Peking, Sanghaj, Senjang, Talien (Kína), New York (USA)
- 2017 – Dimenziók – IV. Szobrász Biennále, MűvészetMalom, Szentendre

### Fontosabb egyéni kiállításai

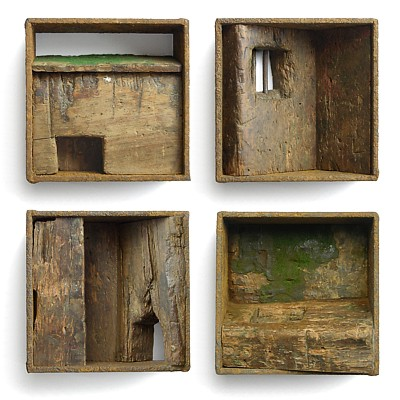
260pxifj. Szlávics László: Úton, 2005, fa, vas, textil, vegyes technika, 120x120mm

- 1977 – Képzőművészeti Kivitelező Vállalat Klubja, „Régi Műcsarnok” épülete, Budapest
- 1989 – BM Duna Palota, Budapest
- 1991 – Galerie Simon, Altenahr (Németország)
- 1995 – Gárdonyi Géza Galéria, Dunakeszi
- 2002 – Collegium Hungaricum,[25] Bécs (Ausztria)
- 2004 – Interaktív szobrok bemutatója a Rögtönzések Színháza előadása keretében, Nyitott Műhely, Budapest [26]
- 2006 – Árkád Galéria[27] (Magyar Képzőművészek és Iparművészek Szövetsége kiállítóterme, Budapest, Rákóczi út 30.)
- 2009 – „Ötven”, Keve Galéria,[28] Ráckeve
- 2009 – Körmendi Galéria,[29] Sopron
- 2009 – Lábasház, Soproni Múzeum,[30] Sopron
- 2012 – „Síkplasztikáim”, Symbol Art Galéria, Harasztÿ Terem,[31] Budapest
- 2012 – „Képek”, Galéria IX,[32] Budapest, augusztus 10-31.
- 2013 – „Fekete és fehér”, Barabás-villa Galéria,[33] Budapest.
- 2014 – „Írás - Jel”, Petőfi Irodalmi Múzeum, Károlyi-palota,[34] Budapest.
- 2014 – „12 óra”, De la Motte – Beer-palota, Budapest.
- 2015 – „Za hranicami medailérstva...”, „Az éremművészeten innen és túl...”, NBS Múzeum Mincí a Medalí, Kremnica, a Szlovák Nemzeti Bank Érme- és Éremmúzeuma, Körmöcbánya, Szlovákia.
- 2016 – FUGA Budapesti Építészeti Központ, Orbán Attila festőművésszel,[35] Budapest.
- 2017 – Lábasház, Soproni Múzeum,[36] Sopron
- 2017 – „Kronosz és Kairosz”, Fabricius Galéria, Soproni Múzeum,[37] Sopron
- 2019 – „Intervallum”, Erdős Renée Ház,[38] Budapest
- 2020 – „Szlávicstól – Szlávicsig, idősebb és ifjabb Szlávics László képzőművészek kiállítása a Szolnoki Galériában",[39] Szolnok
- 2022 – „Kaddis ideje", Erzsébetvárosi Zsidó Történeti Tár, Budapest.

## Díjai, elismerései

### Fontosabb díjai
- 1993 – Arcok és Sorsok, Országos Portrébiennále, Hatvan, Aranydiploma (fődíj)
- 1996 – 9th Cloisonne Jewelry Contest Tokyo, Encouragement Prize
- 1996 – Fej Vagy Írás, éremkiállítás fődíja
- 1997 – XI. Országos Érembiennále, Sopron, Civitas Fidelissima díj
- 2000 – 7. Országos Faszobrászati Kiállítás, Nagyatád, a város díja.
- 2002 – Masaccio 600 International Art Medal Competition, Ein Vered (Izrael), Special Mention
- 2003 – XIV. Országos Érembiennále,[40] Sopron, Civitas Fidelissima díj
- 2003 – Rejtő Jenő emlékkiállítás és pályázat, Budapest, Petőfi Irodalmi Múzeum, I. díj
- 2006 – II. Articum Nemzetközi Képzőművészeti Biennálé, Szolnok, Szobrászati díj
- 2006 – Ligeti Erika-díj
- 2007 – XVI. Országos Érembiennále,[41] Sopron, Ferenczy Béni-díj
- 2007 – Art Medal World Congress FIDEM XXX, Colorado Springs (USA), „Honorable Mention”[42]
- 2015 – XX. Országos Érembiennále,[43] Sopron, Ferenczy Béni-díj
- 2016 – The Beauty of Animals - First Global Art Medal Grand Prix, Tongdao Gallery, Peking, (Kína), „Honorable Mention”.
- 2021 – International Coin Design Competition, Japan Mint, Osaka, „Fine Work”
- 2024 – Personal Narrative − SpacesInflow jewelry exhibition ＆ conference, Szentendre, MűvészetMalom Gyűjtői különdíj

## Alkotásait őrző fontosabb gyűjtemények (válogatás)

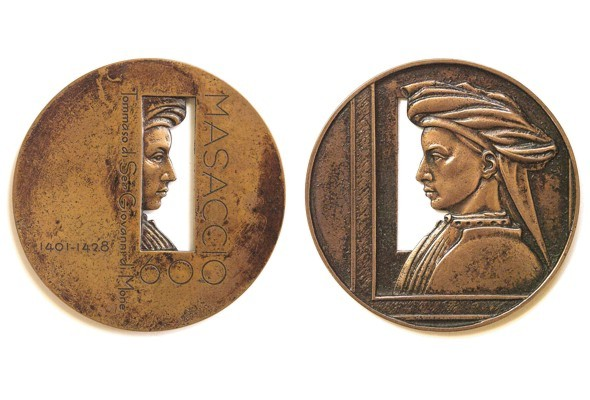
ifj. Szlávics László: Masaccio emlékérem, 2002, bronz, öntött, 110 mm

### Közgyűjtemények
- Hadtörténeti Múzeum, Budapest
- Herman Ottó Múzeum, Miskolc
- Iparművészeti Múzeum, Budapest
- Magyar Nemzeti Galéria, Budapest
- Magyar Nemzeti Múzeum, Budapest
- Modern Magyar Képtár, Pécs
- Petőfi Irodalmi Múzeum, Budapest
- Soproni Múzeum, Sopron
- Damjanich János Múzeum, Szolnok
- British Museum, London, (Egyesült Királyság)
- Centro Dantesco, Ravenna (Olaszország)
- Muzeum Sztuki Medalierskiej, Wrocław (Lengyelország)
- NBS – Múzeum mincí a medailí Kremnica, (Szlovákia)
- Rijksmuseum Het Koninklijk Penningkabinet, Leiden (Hollandia)
- University Museum of Bergen, Norvégia

### Magángyűjtemények
- Collection of Drs. Miklós Müller and Jan S. Keithly - New York, USA
- Barabás Collection, Budapest
- Braun Gyűjtemény, Törek
- Harasztÿ gyűjtemény, Budapest
- Hungarikonok, Kátpáti Tamás – szubjekt gyűjteménye, Budapest
- Körmendi – Csák gyűjtemény

## Közintézmények alkotásaival (válogatás)

### Középületek

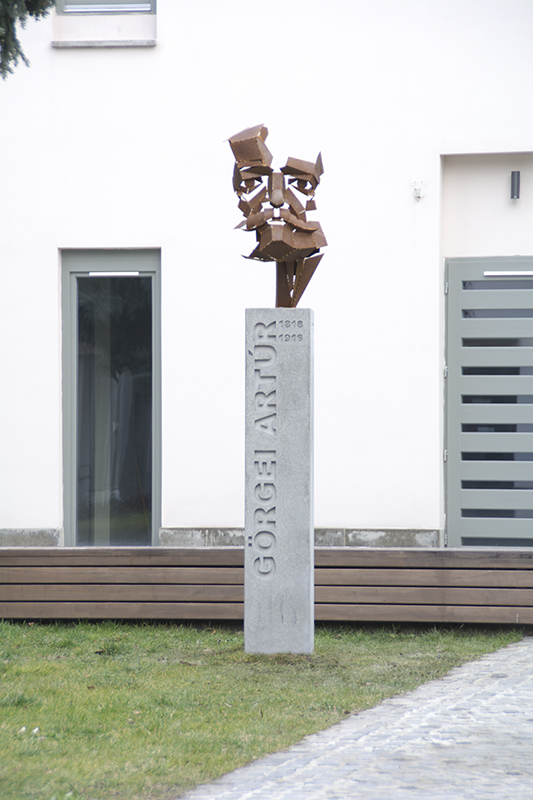
Görgei Artúr tábornok szobra Visegrádon a Városháza belső udvarán. Teljes magasság 276 cm

- 1979 – A Vígszínház előtti lámpatartó műemléki oszlopok díszoszlopfőinek rekonstrukciója
- 1988 – Damjanich János-mellszobor (készült: 1987) a róla elnevezett Középiskolai Honvéd Kollégiumban, Szeged (vörösrézlemez, másfélszeres életnagyság)
- 1989 – Zrínyi Miklós-mellszobor (készült: 1988), a róla elnevezett Középiskolai Honvéd Kollégiumban került felállításra, Pécs, majd 1998-ban áthelyezték a Magyar Honvédség Összhaderőnemi Parancsnokság épületébe, Székesfehérvár (vörösrézlemez, másfélszeres életnagyság)
- 1989 – Széchenyi Ödön emléktábla, Fővárosi Tűzoltóparancsnokság főbejárata mellett, Budapest, Dologház u. 1-3. (bronz plakett)
- 1990 – Görgei Artúr-mellszobor (készült: 1989) Magyar Köztársaság Honvédelmi Minisztérium, Budapest (vörösrézlemez, másfélszeres életnagyság)
- 1992 – Szent Flórián-dombormű Csepeli Tűzoltóparancsnokság, Budapest (vörösrézlemez 160x70 cm).
- 2006 – Tornyai János-mellszobor (készült: 1987) a róla elnevezett Általános Iskolában, Hódmezővásárhely (vörösrézlemez, másfélszeres életnagyság)
- 2006 – Karinthy Frigyes-portrészobor (készült: 1980), Karinthy Színház, Budapest (bronz, öntött, életnagyság)
- 2007 – Széchenyi István-mellszobor (készült: 1989), Hajózási Szakközépiskola, Budapest (vörösrézlemez, másfélszeres életnagyság)
- 2009 – Liszt Ferenc-mellszobor (készült: 1989), Soproni Zeneiskola, Sopron, (vörösrézlemez, másfélszeres életnagyság)
- 2010 – John Lennon-mellszobor (készült: 1988 átalakítva 2009), Soproni Zeneiskola,[44] Sopron (vörösrézlemez, életnagyság)
- 2011 – A bajnok, mellszobor (készült: 1989), Kruj Iván Sportcsarnok, Budapest (vörösrézlemez, életnagyság)
- 2012 – Örkény István portrészobor (készült: 1979), Városi Könyvtár olvasóterme Tata (bronz, öntött, életnagyság)
- 2012 – Liszt Ferenc-mellszobor (készült: 2011), Nyugat-magyarországi Egyetem, Savaria Egyetemi Központ, Liszt Ferenc koncertterem, Szombathely, (hegesztett vas, 160 cm)
- 2013 – Janis Joplin-mellszobor (készült: 1990 átalakítva 2013), Erkel Ferenc Általános Iskola, Budapest, (vörösrézlemez, másfélszeres életnagyság)
- 2018 – Görgei Artúr-portrészobor, Visegrád, Városháza, corten acéllemez

### Érem és kisplasztika tervezésére kiírt országos-, ill. meghívásos pályázatok első helyezései

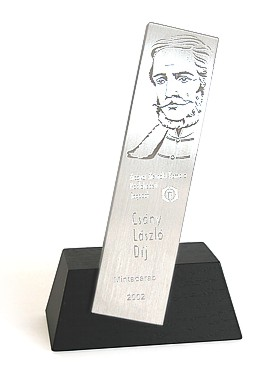
ifj. Szlávics László: Csány László-díj, kisplasztika, 2002, krómacél, fa, 100x170x60mm

- 1992 – Flór Ferenc-díj, emlékplakett és kitűző, alapító: Honvédelmi miniszter
- 1992 – Hunyadi János-díj, emlékplakett és kitűző, alapító: Honvédelmi miniszter
- 1992 – Zrínyi Miklós-díj, emlékplakett és kitűző, alapító: Honvédelmi miniszter
- 1996 – Nemzeti Minőségi Díj, kisplasztika, alapító: Magyarország miniszterelnöke
- 1998 – A világ gyermekeiért, ezüst emlékérme, kiadta: Magyar Nemzeti Bank
- 1999 – Menyhárd István-díj, alapító: Magyar Mérnöki Kamara, Tartószerkezeti Tagozat
- 2000 – Ferdinandy Gejza-díj, emlékplakett és kitűző, alapító: Honvédelmi miniszter
- 2000 – Zielinski Szilárd-díj, alapító: Magyar Mérnöki Kamara
- 2001 – A magyar ifjúsági irodalom alakjai emlékérme sor, kiadta: MNB
  - Molnár Ferenc: A Pál utcai fiúk
  - Fazekas Mihály: Lúdas Matyi
  - Petőfi Sándor: János vitéz
  - Arany János: Toldi
- 2001 – Pekár Imre-díj, alapító: Hajdú–Bihar Megyei Mérnöki Kamara
- 2001 – Csány László-díj, alapító: Magyar Mérnöki Kamara, Közlekedési Tagozat
- 2002 – Hajnik Pál-díj, emlékplakett és kitűző, alapító: Honvédelmi miniszter
- 2003 – Hadik András-díj, emlékplakett és kitűző, alapító: Honvédelmi miniszter
- 2004 – Pécsi ókeresztény sírkamrák, ezüst emlékérme, kiadta: MNB
- 2005 – Mészáros Lázár-díj emlékplakett, és kitűző, alapító: Honvédelmi miniszter
- 2006 – Andrássy Gyula-díj, emlékplakett és kitűző, alapító: Honvédelmi miniszter
- 2007 – Hunyadi Mátyás trónra lépésének 550. évfordulója, arany emlékérme, kiadta: MNB
- 2007 – Ordass Lajos-díj, kisplasztika és emlékplakett, alapító: Magyarországi Evangélikus Egyház Országos Presbitériuma
- 2007 – Prónay Sándor-díj, kisplasztika és emlékplakett, alapító: Magyarországi Evangélikus Egyház Országos Presbitériuma
- 2008 – Kálvin János emlékérem. A Magyarországi Református Egyház hivatalos emlékérme a 2009-es jubileumi Kálvin emlékév alkalmából
- 2009 – Erkel Ferenc születésének 200. évfordulója, „a világ legkisebb aranypénze” nemzetközi gyűjtőprogram első magyar darabja, kiadta: MNB
- 2010 – Clark Ádám születésének 200. évfordulója, „a világ legkisebb aranypénze” nemzetközi gyűjtőprogram része, kiadta: MNB
- 2013 – Egressy Béni születésének 200. évfordulója emlékérme, „EUROPA” nemzetközi gyűjtőprogram része, kiadja: MNB

## Tagságai

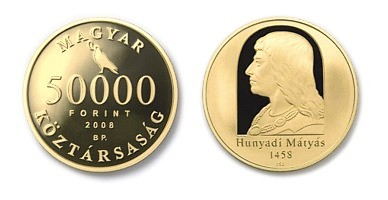
ifj. Szlávics László: Hunyadi Mátyás emlékpénzérme, 2008, Magyar Nemzeti Bank, arany, vert, 25mm

- 1984 – Magyar Köztársaság Művészeti Alap, majd a jogutód Magyar Alkotóművészek Országos Egyesülete[45] Képzőművész tagozat.
- 1987 – 1992 Aurea Képző-és Iparművészeti Alkotóközösség.
- 1991 – Magyar Képzőművészek és Iparművészek Szövetsége (MKISZ) Érem Szakosztály.[46]
- 1995 – FIDEM, Fédération Internationale de la Médaille d'Art.
- 1996 – 1998 British Art Medal Society (BAMS).[47]
- 1997 – Százados úti Művésztelep Egyesület.[48]
- 2007 – MKISZ Ötvös Szakosztály.[49]
- 2008 – MKISZ Szobrász Szakosztály[50]

## Közéleti szerepvállalásai
- 1989 – 1992 Aurea Képző-és Iparművészeti Alkotóközösség művészeti vezetőség tagja.
- 1992 – 1999 megszűnéséig az Aurea Művészeteket Támogató Alapítvány kuratóriumi tagja, és képviselője.
- 1995 – 2023 megszűnéséig az ART '95 Szolgáltató és Kereskedelmi Betéti Társaság[51] alapító vezetője.
- 1999 óta Alkotóművész szakértő – szobrászat, éremművészet (Kulturális Közlöny, XLIII. évf., 7. sz.)
- 2000 – Magyar Képzőművészek és Iparművészek Szövetsége (MKISZ) Érem Szakosztály vezetőségi tagja.
- 2000 – 2004 MKISZ Választmány tagja.
- 2004 – MKISZ Érem Szakosztály elnöke.
- 2004 – 2023 MKISZ Elnökség tagja.
- 2004 – MKISZ Küldöttgyűlés tagja.
- 2005 – Országos Érembiennále Rendezőbizottság tagja.
- 2015 – 2019 MKISZ Szobrász Szakosztály elnöke.

### Külső hivatkozások, válogatott irodalom

ifj. Szlávics László: Kálvin János emlékérem, 2008, bronz, öntött, 110mm

- Soós Imre: ifj. Szlávics László Van Gogh-érmei (Budapest, Művészet és Barátai 1996. szeptember-október)
- L. Kovásznai Viktória: ifj. Szlávics László  (Budapest, 1997. Kiadó: Art ’95, ISBN 963-04-8922-8)
- L. Kovásznai Viktória: ifj. Szlávics László kultikus ős-pénz sorozata  (Budapest, 1999-2000. Kiadó: Art ’95, ISBN 963-03-8257-1)
- L. Kovásznai Viktória: A series of ritual proto-money by László Szlávics Jr.  (London, The Medal, No. 36 Spring 2000.)
- Kortárs magyar művészeti lexikon III. (P–Z). Főszerk. Fitz Péter. Budapest: Enciklopédia. 2001. ISBN 963-8477-46-6 Online elérés
- Arnold Nieuwendam: Peningen van ifj. Szlávics László – Een medailleur uit Hongarije  (MUNTkoerier 11/2003)
- Magyar nagylexikon  XIX: Kiegészítő kötet (A–Z). Főszerk. Bárány Lászlóné. Budapest: Magyar Nagylexikon. 2004.   825. o. ISBN 963-9257-21-4
- Wagner István: Érmek, emlékpénzek, díjak tervezője ifj. Szlávics László sokrétű szobrászművész (Budapest, MTI – Panoráma – Press, 2005. június 4.)
- Révai új lexikona XVII. (Sz–Toa). Főszerk. Kollega Tarsoly István. Szekszárd: Babits. 2006.  ISBN 963-955-636-X
- L. Kovásznai Viktória: Az idő és tér ifj. Szlávics László újabb munkáiban 1995-2005 (Budapest, 2006. Kiadó: Art ’95, ISBN 963-06-0007-2)
- Wagner István: A szobrász fáradhatatlanul kísérletezik (Budapest, MTI – Panoráma – Press, 2006. augusztus 10.)
- L. Kovásznai Viktória:  Time and space in recent works by László Szlávics Jr.  (London, The Medal, No. 50 Spring 2007.)
- Révai új lexikona XIX.: Pótkötet (A–Z). Főszerk. Kollega Tarsoly István. Szekszárd: Babits. 2008.  ISBN 978-963-955-653-9
- L. Kovásznai Viktória: A kitapintható idő és tér – ifj. Szlávics László újabb éremmunkáiról  (Budapest, Magyar Iparművészet 2008/2)
- Csepregi Sándor: Ötven, Ráckevén  (A Keve Galériában, 2009. április 23-án elhangzott megnyitóbeszéd írott változata. Megjelent elektronikus formában 2009. október 5.)
- Tóth Antal: Egy garabonciás a magyar éremművészetben. - ifj. Szlávics László szobrászművész, a XVI. Országos Érembiennále nagydíjasának kiállítása.  (XVII. Országos Érembiennále, katalógus, Sopron, 2009, ISBN 978-963-06-7202-3)
- BTÉ:  Történetek formákkal, anyagokkal - ifj. Szlávics László kiállítása a Körmendi Galériában (Sopron Megyei Jogú Város hivatalos honlapja 2009. június 20.)
- Megnyílt ifj. Szlávics László kiállítása a Körmendi Galériában, Soproni Krónika - Sopron TV, 2009. június 22. A riport tárolt változata a Körmendi Galéria honlapján, képekkel illusztrált írott beszámoló Sopron TV honlapján.
- Pallag Márta: Megörökített idő – Gondolatok ifj. Szlávics László két soproni kiállítása kapcsán , VÁRhely, 2009 V-VI. szám.
- Wehner Tibor: Modern magyar szobrászat 1945-2010, Budapest: Corvina, 2010 ISBN 9789631358742
- Kalmár János: Symbols of Faith, előadás hat magyar éremművész alkotásairól, British Art Medal Society, Cardiff, Wales, 2010. április 24.
- Gosztonyi Miklós: John Lennon-szobrot avatnak a soproni zeneiskolában, Kisalföld.hu, 2010. október 1. Archiválva 2010. október 2-i dátummal a Wayback Machine-ben
- Lennon-szobrot avattak a zeneiskolában, Sopron – Városi hírek 2010. október 2.
- Corvinus Rádió: John Lennon mellszobrot avattak Sopronban, 2010. október 2.
- Láng Judit: John Lennon – Sopronban, Presztízs magazin, 2010. októberi szám, online változat 2010. november 25. Archiválva 2021. július 10-i dátummal a Wayback Machine-ben
- Kalmár János: Symbols of Faith (London, The Medal, No. 58 Spring 2011.)
- L. Kovásznai Viktória: ifj. Szlávics László, monográfia, (Budapest, 2012. Kiadó: Argumentum, ISBN 963-44-6655-9)
- Arnold Nieuwendam: Nieuw boek over Szlávics László  (MUNTkoerier 1/2014)
- Tóth Antal: A klasszikus magyar konstruktivizmus felidézése más eszközökkel - ifj. Szlávics László szobrász-éremművész újabb műveiről  Budapest, Magyar Iparművészet 2014/3
- Nagy Villő: „...láng, hideg érem” Írás-jel. Ifj. Szlávics László kiállítása a Petőfi Irodalmi Múzeumban , Credo evangélikus folyóirat XX. évfolyam, 2014/33.]
- Miglinczi Éva: Idő-robbanás, Art Limes, 2016. 02. 16.
- Lóska Lajos: Maszkos képek és óraszobrok”, Orbán Attila és ifj. Szlávics László tárlata , Új Művészet, 2016 február-március
- Csordás Lajos: Az érem sokadik oldalán, NOL.hu 2016-04-03
- Ľuba Belohradská: A határtalan éremművész – ifj. Szlávics László kiállítása Körmöcbányán,  Art Limes 2016. 1, KÉP–TÁR III.
- Beke László: Ifj. Szlávics László éremművész: kortárs (művészet)történeti lecke a nézőknek , XXI. Országos Érembiennále, katalógus, Sopron, 2017, ISBN 978-615-80373-1-0.
- Wehner Tibor Az utolsó óra: mindig üt – ifj. Szlávics László szobor-művei  (Budapest, 2017. Kiadó: Pauker, ISBN 978-615-5456-33-6)
- Görgey Gábor: Görgey (emlékkönyv, 2018, Szépmíves), ifj. Szlávics László szobrai (96-100. o.)
- L. Kovásznai Viktória: Time and space differently - Recent medallic work by László Szlávics Jr  (London, The Medal, No. 73 Autumn 2018.)
- Csiszár Róbert: Két életmű egy kiállításban Idősebb és ifjabb Szlávics László  Szolnoki Galéria, Új Művészet, 2020 április